# Valparaíso (região)
| Región de Valparaíso                                       | |
|                                                            | |
| Brasão                                                     | Bandeira |
| Localização no Chile                                       | |
| Localização da Valparaíso (região)                         | |
| Dados                                                      | |
| Capital • População • Coordenadas                          | Valparaíso 350.000(2010) 33°3′47″S, 71°38′22″O                                                                         |
| Intendente • Províncias                                    | Raúl Celis Montt Valparaíso San Antonio Quillotta Petorca San Felipe de Aconcágua Los Andes Isla de Pascua Marga-Marga |
| Superfície • Total • % nacional • % agua Fronteiras Costas | 13º posição 16.396,1 km² n/d                                                                                           |
| População • Total • Densidade                              | 2º posição 1.850.851(est. 2010) 102,59 hab./km²                                                                        |
| PIB (PPC) • Total • PIB per capita                         | US$ 15.035 milhões (8,84%) US$ 8.939                                                                                   |
| Congressistas • Senado • Câmara dos Dep.                   | 4 senadores 12 deputados                                                                                               |
| Códigos telefônicos                                        | +56-32, +56-33, +56-34, +56-35                                                                                         |
| Código ISO                                                 | CL-VS |
| www.gorevalparaiso.cl                                      | |

Valparaíso é uma das 16 regiões do Chile. Sua capital é a cidade de Valparaíso, sede do Congresso Nacional e também do ministério da Cultura. Junto aos vizinhos municipios de Viña del Mar, Concón, Quilpué y Villa Alemana forma o grande Valparaíso, sendo a segunda cidade mais povoada do Chile com 1.300.000 pessoas.
A região de Valparaíso é o centro universitário mais importande do país. Conta com treze universidades e centros de formação técnica com mais de 200 mil estudantes.
As comunas do grande Valparaíso também recebem mais de 4 milhões de turistas por ano dos quais um 50% são nacionais e um 30% são argentinos, 12% brasileiros e 8% americanos e europeus.
As principais atividades econômicas da região correspondem ao setor portuário e ao setor terciário de serviços e produtos, entre os quais a indústria do turismo é a mais próspera.
Valparaíso é conhecida como a capital cultural, legislativa e turística do Chile, sendo a terceira região mais povoada do país logo após Santiago e Bio Bio, possuindo em seu território a segunda cidade mais povoada do Chile, Valparaíso.
A Região de Valparaíso é banhada a oeste pelo Oceano Pacífico e faz divisa a leste com a Argentina, ao norte com a região de Coquimbo, a sudeste com a Região Metropolitana de Santiago e a sudoeste com a região de O'Higgins.

## Divisão político-administrativa da Região de Valparaíso
A Região de Valparaíso, para efeitos de governo e administração interior, se divide em 7 províncias:
| Província               | Área em km² | População | Capital     |
| ----------------------- | ----------- | --------- | ----------- |
| Valparaíso              | 2 146*      | 876 022** | Valparaíso  |
| San Antonio             | 1 511,6     | 136 594   | San Antonio |
| Quillotta               | 1 112*      | 229 241** | Quillota    |
| Petorca                 | 4 588,9     | 70 610    | La Ligua    |
| San Felipe de Aconcágua | 2 659,2     | 131 911   | San Felipe  |
| Los Andes               | 3 054,1     | 91 683    | Los Andes   |
| Isla de Pascua          | 163,6       | 3 791     | Hanga Roa   |
| Marga-Marga             | 1179*       |           | Quilpué     |

* Áreas aproximadas
 ** População anterior à criação da província de Marga-Marga
Para fins de administração local, as províncias estão divididas em 38 comunas.
|                         |             |                   |
| Província               | Capital     | Comuna            |
| Isla de Pascua          | Hanga Roa   | 1 Isla de Pascua  |
| Los Andes               | Los Andes   | 2 Calle Larga     |
|                         |             | 3 Los Andes       |
|                         |             | 4 Rinconada       |
|                         |             | 5 San Esteban     |
| Petorca                 | La Ligua    | 6 Cabildo         |
|                         |             | 7 La Ligua        |
|                         |             | 8 Papudo          |
|                         |             | 9 Petorca         |
|                         |             | 10 Zapallar       |
| Quillota                | Quillota    | 11 Hijuelas       |
|                         |             | 12 La Calera      |
|                         |             | 13 La Cruz        |
|                         |             | 15 Nogales        |
|                         |             | 17 Quillota       |
| San Antonio             | San Antonio | 18 Algaborro      |
|                         |             | 19 Cartagena      |
|                         |             | 20 El Quisco      |
|                         |             | 21 El Tabo        |
|                         |             | 22 San Antonio    |
|                         |             | 23 Santo Domingo  |
| San Felipe de Aconcágua | San Felipe  | 24 Catemu         |
|                         |             | 25 Llaillay       |
|                         |             | 26 Panquehue      |
|                         |             | 27 Putaendo       |
|                         |             | 28 San Felipe     |
|                         |             | 29 Santa María    |
| Valparaíso              | Valparaíso  | 30 Casablanca     |
|                         |             | 31 Concón         |
|                         |             | 32 Juan Fernández |
|                         |             | 33 Puchuncaví     |
|                         |             | 35 Quintero       |
|                         |             | 36 Valparaíso     |
|                         |             | 38 Viña del Mar   |
| Marga-Marga             | Quilpué     | 14 Limache        |
|                         |             | 16 Olmué          |
|                         |             | 34 Quilpué        |
|                         |             | 37 Villa Alemana  |